# Tábori András
Tábori András, születési nevén Tenczer Andor (Budapest, 1927. december 9. – Budapest, 1989. november 3.) magyar újságíró.

## Életpályája
Tenczer Ignác (1876–1953) önálló férfi szabó és Steiner Rozália (1885–947) fiaként született. 1949-ben lett a Magyar Nap gyakornoka. 1950–1951-ben a Szabad Nép munkatársa volt. 1951–1956 között a Szabad Ifjúság szerkesztője volt. 1956–1958 között a forradalmi tevékenysége miatt nem foglalkoztatták. 1958-tól a Figyelő című lap újságírója és szerkesztője volt. 1968-ban alapító tagja volt a Magyar Hírlapnak, melynek 1974–1989 között főszerkesztő-helyettese volt. 1988-tól a Magyar Sajtó főszerkesztőjeként dolgozott.
A Kozma utcai izraelita temetőben nyugszik.

## Művei
- Felelőtlen házasság. A Szabad Ifjúság vitájának anyagából; szerk., összefoglaló cikkek Pintér József és Tábori András; Ifjúsági, Budapest, 1953
- Az utak kettéválnak. Tíz válóper története (novellák, 1959)
- Az ipar átszervezéséről (1963)
- Rend a gyárban. Jegyzetek a munkafegyelemről; Kossuth, Budapest, 1965
- Magyarnak lenni. A Magyar hírlap cikksorozata... 1987. december 24-től 1988. április 2-ig; szerk. Bokor Pál, Tábori András; Magyar Hírlap, Budapest, 1988

## Díjai, elismerései
- Rózsa Ferenc-díj (1971)
- Munka Érdemrend arany fokozata (1978)
- Április Negyedike Érdemrend (1988)